# 저우메이칭
저우메이칭(중국어 정체자: 周美青, 병음: Zhōu Mêiqīng, 영어: Christine Mei-ching Chow Ma, 1952년 11월 30일 ~ )은 중화민국 총통 마잉주의 부인이다.